# Patlasingha
Patlasingha là một chi bướm ngày thuộc họ Bướm nâu.